# ایران برگر
ایران برگر فیلمی به کارگردانی مسعود جعفری جوزانی نویسندگی مسعود جعفری جوزانی و محمدهادی کریمی و تهیه‌کنندگی فتح‌الله جعفری جوزانی تولید سال ۱۳۹۳ است.

## داستان فیلم
این فیلم داستان امرالله خان و فتح‌الله خان است که بر سر انتخابات شوراها در یک روستا با یک‌دیگر رقابت می‌کنند و ماجراهایی پیش می.آید.

## بازیگران
| بازیگر               | نقش                  |
| -------------------- | -------------------- |
| علی نصیریان          | امرالله خان          |
| محسن تنابنده         | فتح الله خان         |
| سحر جعفری جوزانی     | ماهگل                |
| حمید گودرزی          | سهراب                |
| نیوشا ضیغمی          | خانم مشاور           |
| احمد مهرانفر         | رهام                 |
| شهره لرستانی         | جهان بانو            |
| گوهر خیراندیش        | ننه نبات             |
| فریبا متخصص          | ننه حیات             |
| هادی کاظمی           | صحبت                 |
| فتح الله جعفری‌جوزانی | عمو صمد              |
| اسماعیل خلج          | آقا نورالله          |
| محمدرضا هدایتی       | آقا مدیر             |
| اکبر رحمتی           | جمعه                 |
| سیروس میمنت          | کارگردان             |
| صادق توکلی           | سردار عبدالکریم زاهد |
| رادمهر کشانی         | دستیار کارگردان      |
| میرطاهر مظلومی       | اوستا حق نظر         |
| بهرام افشاری         | پنجشنبه              |
| سمیه نجومی           | تاج بانو             |

## جوایز

### سی و سومین دوره جشنواره فیلم فجر
| قسمت                      | نامزد           | نتیجه    |
| ------------------------- | --------------- | -------- |
| بهترین بازیگر نقش اول مرد | محسن تنابنده    | نامزدشده |
| بهترین فیلمبرداری         | تورج منصوری     | نامزدشده |
| بهترین چهره‌پردازی         | مهین نویدی      | برنده    |
| بهترین طراحی صحنه و لباس  | اصغرنژاد ایمانی | نامزدشده |
| بهترین صدابرداری          | حسن زاهدی       | نامزدشده |
| بهترین صداگذاری           | محمود موسوی‌نژاد | نامزدشده |

### پانزدهمین دوره جشن حافظ
| قسمت                                          | نامزد                           | نتیجه    |
| --------------------------------------------- | ------------------------------- | -------- |
| بهترین فیلم                                   | فتح‌الله جعفری جوزانی            | برنده    |
| بهترین کارگردانی سینمایی                      | مسعود جعفری جوزانی              | نامزدشده |
| بهترین بازیگر مرد سینما                       | محسن تنابنده                    | نامزدشده |
| بهترین فیلمنامه سینمایی                       | مسعود جعفری جوزانی و هادی کریمی | نامزدشده |
| بهترین موسیقی متن                             | ارشک رفیعی                      | نامزدشده |
| بهترین دستاورد فنی و هنری                     | محمود موسوی‌نژاد و حسن زاهدی     | برنده    |
| بهترین خواننده تیتراژ فیلم و مجموعه تلویزیونی | شهرام ناظری                     | برنده    |

## حواشی
ایران برگر پیش از اکران عمومی، در خرم‌آباد و در حضور جمعی از هنرمندان، فرهیختگان و مسئولان استان لرستان به نمایش درآمد. برخی از منتقدین، معتقد بودند استفاده از زبان لُری در این فیلم سینمایی نابجا بوده‌است و به هجمه فرهنگی موجود علیه سنت‌ها و گویش‌های لری کمک کرده‌است.
با این حال فروش فیلم در کل کشور در بهار ۱۳۹۴ از رقم پنج میلیارد تومان گذشت.